# If Everyone Cared
Singles de Nickelback
Rockstar
(2006) Side of a Bullet
(2007)
If Everyone Cared est le dix-neuvième single du groupe Nickelback et le sixième de l'album All the Right Reasons sorti en 2005.

## Classements
| Classement (2006-2008)                 | Meilleure position |
| -------------------------------------- | ------------------ |
| Allemagne (Media Control AG)           | 21                 |
| Australie (ARIA)                       | 32                 |
| Autriche (Ö3 Austria Top 40)           | 12                 |
| Belgique (Flandre Ultratop 50 Singles) | 7                  |
| Canada (Hot 100)                       | 7                  |
| Europe (Hot 100)                       | 59                 |
| Pays-Bas (Nederlandse Top 40)          | 99                 |
| Suisse (Schweizer Hitparade)           | 19                 |
| États-Unis (Hot 100)                   | 17                 |
| États-Unis (Adult Pop Songs)           | 1                  |
| États-Unis (Adult Contemporary)        | 17                 |

## Liste des chansons
| No | Titre                | Durée |
| -- | -------------------- | ----- |
| 1. | If Everyone Cared    | 3:38  |
| 2. | Too Bad (acoustique) |       |
| 3. | Someday (acoustique) |       |